# Kvon Dzsinszu (Lost)
Kvon Dzsinszu (권진수, nyugaton Jin-Soo Kwon) egy fiktív szereplő a Lost című televíziósorozatból.

## A gép lezuhanása előtt
Szegény halászcsaládból származik. Apját annyira szégyelli, hogy azt hazudja Szonnak, meghalt. Szon apjának, Pek úrnak dolgozik, mivel csak így lehet együtt Szonnal, akit később feleségül vesz.

## A gép lezuhanása után
Jin a repülőn feleségével, Sunnal utazott, vele együtt kerül a szigetre. Nem tud angolul, ez már az első napok egyikében incidenshez vezetett: rátámadt Michaelre Paik úr órája miatt (ugyanis Michael viselte az órát, és Dzsin becsületbeli ügynek tartotta az óra szállításának sikerét). Hozzábilincselik az egyik roncsdarabhoz, majd Michael levágja róla a bilincset (a bilincstől teljesen csak a második évadban szabadul meg). 
Felesége, Sun tud angolul, és elmagyarázza Michaelnek a helyzetet, ám arra kéri őt, titkolja el nyelvtudását. A többiektől zárkozik, nem teremt barátságokat, Sunnak sem engedélyezi az efféle kapcsolatokat. A túlélők közül csak ő tud halászni, a halakat sokszor adományozza a közösségeknek. Segédkezik a második tutaj megépítésében, majd Michaellel, Walttal és Sawyerrel elhajózik.
Mikor a Többiek elrabolják Waltot, Jin elkeveredik a vízben, ő előbb visszaér a szigetre. A szigeten elfogják a farokrész túlélői, mert azt hiszik ő is a Többiektől való. Elszökik a fogságból, majd találkozik Michaellel és Sawyerrel, ezek után mindhármukat elfogják. Miután tisztázzák a farokrész túlélőivel, hogy ők is a 815-ös járaton ültek, elmennek a Nyíl állomásra, majd visszatérnek a géptörzs túlélőinek táborához. 
Miután Sunt megtámadták a kertjében, Jin óva inti őt attól, hogy egyedül legyen. Mikor Sayid megkéri őt, hogy vezesse Desmond vitorlását, Sun is velük tart. 